# Hypholoma acutum
Hypholoma acutum es una especie de hongo basidiomiceto de la familia Strophariaceae.